# Eisenach Challenger 2000
L'Eisenach Challenger 2000 è stato un torneo di tennis facente parte della categoria ATP Challenger Series nell'ambito dell'ATP Challenger Series 2000. Il torneo si è giocato a Eisenach in Germania dal 26 giugno al 2 luglio 2000 su campi in terra rossa.

## Vincitori

### Singolare
Jan Frode Andersen ha battuto in finale  Francisco Costa con il punteggio di 7–6(5), 6–3

### Doppio
Daniel Melo /  Alexandre Simoni hanno battuto in finale  Enrique Abaroa /  Tim Crichton con il punteggio di 6–1, 6(2)–7, 6–1